# うしちゃんファーム
有限会社うしちゃんファームは、宮城県石巻市の農業生産法人。東北地方有数の肉牛の肥育農家として知られる。

## 概要
仙台牛や独自ブランドの三陸金華和牛を生産している。2016年時点での肥育規模は3000頭ほど。
かつては繁殖農家から月齢8か月から10か月ほどの仔牛を購入し、肥育して市場へと出荷していたが、仔牛の販売価格の急騰（東日本大震災以前と比べて、2016年時点の5年間で72パーセント以上値上がりしている）のため、2016年から繁殖事業にも乗り出している。

## 会社概要
- 本社所在地 - 宮城県石巻市[2]
- 資本金 - 1000万円[2]
- 代表取締役社長 - 佐藤賀一[2]

枝肉の出荷が業務の中心であるが、焼肉店を開業するなど、六次産業化も行っている。
肥育の際に牛から排出される糞尿を燃料化し、発電やたい肥製造を行い、資源のリサイクル化、自社コストの削減につなげている。

### 社名について
創設者の佐藤賀一は、多くの人に親しみやすく受け止めてもらうことが畜産経営に大事だとし、「母親が子どもに分かりやすく説明できるものがよい」と考えて社名を思いついた。
この考え方は商品、ブランド和牛についても適用されており、「三陸金華和牛」「いわてっ子 短角和牛 南部の赤牛」「北海和牛」といったブランド名も、肥育するそれぞれの地域特色が出たほうが良い、「うしちゃんファームの和牛」というだけではなく地域ブランドとしての特色づけになるという考え方からである。

### 匠の基準
異なる地域で大規模な肥育を行うことから、飼育管理対応のために以下のような「うしちゃんファームの匠基準」を制定している。
- 牛の飼養経験が5年以上あること。
- 全ての飼養作業を1人で行えること。
- 出荷適齢期の牛を見極めることができること。
- 出荷する牛がどのような牛か説明できること。
- 牛の体調変化を現場で見抜くことができること。
- 牛の気持ちが理解できること。
- 農作業機の操作資格を持っていること。
- 全ての作業を安全に行うことができること。

この上で、報・連・相の徹底を行っている。各地の農場はセンターごと、センター長を中心とした牛の異変を発見した際にすぎに問題解決できる体制を整えている。また、牛の個体情報はリアルタイムで本部に送信されており、牛の健康状態の把握を行っている。

## 会社略歴
- 1949年（昭和24年）、宮城県にて佐藤賀一（さとう かいち）が生まれる[2]。
- 1970年（昭和45年）、創業[2]。
- 2005年（平成17年）、有限会社うしちゃんファームを設立し、佐藤が代表に就く[2]。
- 2017年（平成29年）、新社屋が完成[5]。

## ブランド
東北地方、北海道などに肥育農場を持っており、各地域ごとに特色ある20種類のブランドを展開している。以下に代表的な3ブランドを挙げる。

### 三陸金華和牛
岩手県、宮城県の肥育農場で育てられてられているブランド。
アメリカ合衆国、ベトナム、台湾への輸出も行われており、うしちゃんファームの中でも最大シェアとなっている。

### 短角和牛
岩手県の肥育農場で育てている短角和牛。
頭数が少ないので、セリが行われるのは1年に1度くらいであるが、日本全国を見ても短角和牛のセリが行われているのは稀である。

### 伊達の赤
岩手県と宮城県の肥育農場で育てられている。

## ネーミングライツ
- 七北田ダム - ネーミングライツ契約を締結し、2017年11月1日より愛称が「うしちゃんファーム七北田ダム」となる[7]。

## 参考資料
- 牧野義司「佐藤賀一さん」（PDF）『AFCフォーラム』、日本政策金融公庫、2014年8月、27-29頁。